# 桂玉團治
桂 玉團治（かつら たまだんじ）は、上方落語の名跡。現在は空き名跡となっている。
- 初代桂玉團治 - 後の3代目桂文都。

## 2代目
2代目 桂 玉團治（1875年12月21日 - ?）は、本名: 皮田元吉。享年不詳。
初代桂春團治の実兄。最初1894年ころに2代目月亭文都の門下で都平を名乗る。文都の死後、1901年ころに2代目桂文團治（後の7代目桂文治）の門下に移り、團作を経て、1909年12月、2代目玉團治を襲名。
得意ネタには「鳥屋坊主」「おたおたの太助」「茗荷宿」などがあった。
弟よりも入門は早かったが、結局、落語家としては大成せず、弟の付き人か取巻きのような形で収まった。初代春團治が死去した際には既に廃業しており、弟の家の家主であった豊田三味線店の番頭をしていたという。
没年は不明。大正中期ころとも昭和初期ころともいわれる。
4代目桂米團治が『つる』を演じるに際して、記憶していた玉團治の口演をもとにしたとされる。

## 3代目
3代目 桂 玉團治（1897年8月31日 - 1962年）は、本名: 藤本勘三郎。享年65?。
生まれは大阪で、初め旅廻りだったが、名古屋で巡業中の初代春團治に入門し、桂春太樓を名乗る。後、漫才に転向し、桂家（桂屋）春太樓・秀奴で高座を勤め、一人相撲などの珍芸を披露。
1955年ころ、落語に復帰し、師匠・春團治の一人娘であった東松ふみ子の勧めにより、3代目玉團治を襲名。晩年は京都で過ごし、「京都市民寄席」、自身主催の「西陣寄席」（毎月開催）などに出演していた。得意ネタには『親子酒』『近日息子』『阿弥陀池』などがあった。